# Wohnhaus Beckstraße 34
Das Wohnhaus Beckstraße 34, auch Sandbecker Witwenhaus, in der niedersächsischen Stadt Osterholz-Scharmbeck stammt aus der Mitte des 18. Jahrhunderts. Aktuell (2025) wird es als Wohnhaus genutzt.
Das Gebäude steht unter Denkmalschutz (siehe auch Liste der Baudenkmale in Osterholz-Scharmbeck).

## Geschichte und Beschreibung
Für das Rittergut Sandbeck wurde das ehemalige Sandbecker Witwenhaus von Ernst-August von Sandbeck für seine verwitwete Mutter errichtet.
Das eingeschossige traufständige langgestreckte Gebäude auf Feld- und Backsteinsockel in Fachwerk mit hellen Steinausfachungen und ziegelgedecktem Krüppelwalmdach mit einem kleinen Dachhaus wurde 1763 (Inschrift) gebaut.
1910 wurde das Haus nach Plänen von Heinrich Vogeler umfangreich saniert. Eine Veranda mit Freitreppe zum Garten wurde angelegt und Ende der 1970er-Jahre wieder abgerissen. 
1934 zog der Reichsarbeitsdienst (RAD) der NSDAP von der Bahnhofstraße 63 in das Witwenhaus und nutzte die Eingangshalle als Speisesaal für die Frauen.
Am Ende des Zweiten Weltkrieges zog Gerd Buurman (1904–1987) mit seiner in Bremen ausgebombten Privatschule Buurman-Institut in das Haus und betrieb hier die erste Oberschule im Landkreis. 1949 zog er nach Marburg und gründete mit einem Partner das Internat Steinmühle. Ende der 1960er-Jahre erwarb der Berufsschullehrer Nikolaus Wellmann das Haus und sanierte es. Auf den rückwärtigen verkauften Gartenflächen baute der Töpfer Klaus Röhl 1977 bis 1983 ein Fachwerkhaus von um 1800 aus der Nähe von Bruchhausen-Vilsen wieder auf.